# 田面木
田面木（たものき）は、青森県八戸市にある地名の一つである。31の小字がある。

## 概要
八戸市の西部に位置している住宅地域である。北に馬淵川、大字尻内町、東に大字根城、南に八戸ニュータウン・大字坂牛、西に大字八幡に接する。八戸赤十字病院、八戸工業高等専門学校、聖ウルスラ学院高等学校が立地している。鉄道の駅は無いが、北側3キロメートルにJR東北線八戸駅がある。幹線道路は、国道104号、青森県道29号八戸環状線が通る。

## 世帯数と人口
2017年（平成29年）4月30日現在の世帯数と人口は以下の通りである。
| 小字       | 世帯数    | 人口    |
| ---------- | --------- | ------- |
| 赤坂       | 179世帯   | 327人   |
| 鶉窪       | 12世帯    | 21人    |
| 上野平     | 172世帯   | 349人   |
| 上野道下タ | 78世帯    | 168人   |
| エヒサ沢   | 100世帯   | 195人   |
| 王城林     | 4世帯     | 8人     |
| 上田面木   | 327世帯   | 766人   |
| 酒美平     | 82世帯    | 188人   |
| 下田面木   | 103世帯   | 225人   |
| 神明沢     | 46世帯    | 86人    |
| 十文字平   | 85世帯    | 186人   |
| 外久保     | 171世帯   | 357人   |
| 田面木平   | 5世帯     | 12人    |
| 長者森     | 34世帯    | 66人    |
| 堤下       | 73世帯    | 136人   |
| 中明戸     | 46世帯    | 92人    |
| 中村       | 18世帯    | 53人    |
| 沼ノ平     | 72世帯    | 170人   |
| 船場道下   | 25世帯    | 43人    |
| 法霊林     | 75世帯    | 176人   |
| 前田表     | 15世帯    | 33人    |
| 前平       | 53世帯    | 101人   |
| 松長根     | 213世帯   | 438人   |
| 南ノ沢     | 3世帯     | 3人     |
| 美濃助平   | 52世帯    | 130人   |
| 盲堤沢     | 3世帯     | 7人     |
| 山道下タ   | 103世帯   | 203人   |
| 横俵       | 35世帯    | 87人    |
| 計         | 2,184世帯 | 4,626人 |

## 歴史

### 沿革
- 1889年（明治22年）4月1日 - 田面木村から館村大字田面木になる[4][5]。
- 1940年（昭和15年）1月1日 - 三戸郡館村から八戸市に編入される[6][7]。
- 2002年（平成14年）10月26日 - 八戸新都市地区の住居表示が実施され、大字田面木の一部が東白山台二丁目・三丁目、北白山台二丁目から六丁目、南白山台一丁目から三丁目、西白山台一丁目から六丁目となる[8][9]。

### 字・町名の変遷
| 実施後         | 実施年月日     | 実施前（各字ともその一部）                                                                         |
| -------------- | -------------- | -------------------------------------------------------------------------------------------------- |
| 東白山台一丁目 | 2002年10月26日 | 大字沢里字上沢内、字古宮、字湯浅屋新田                                                             |
| 東白山台二丁目 | 2002年10月26日 | 大字沢里字上沢内、字古宮、字湯浅屋新田、大字根城字丹後平、字丹後谷地、字白山平、大字田面木字毛勝窪 |
| 東白山台三丁目 | 2002年10月26日 | 大字沢里字湯浅屋新田、大字根城字丹後平、字白山平、大字田面木字毛勝窪、字田面木平、字長者森、字南沢 |
| 東白山台四丁目 | 2002年10月26日 | 大字根城字丹後平、字丹後谷地                                                                       |
| 北白山台一丁目 | 2002年10月26日 | 大字沢里字古宮、字湯浅屋新田、大字根城字牛ケ窪、字大久保、字白山平                                 |
| 北白山台二丁目 | 2002年10月26日 | 大字根城字牛ケ窪、字牛ケ沢、字内沢、字白山平、大字田面木字鶉窪、字長者森、字前平                   |
| 北白山台三丁目 | 2002年10月26日 | 大字沢里字湯浅屋新田、大字根城字白山平、大字田面木字長者森                                         |
| 北白山台四丁目 | 2002年10月26日 | 大字根城字白山平、大字田面木字前平、字長者森                                                       |
| 北白山台五丁目 | 2002年10月26日 | 大字沢里字湯浅屋新田、大字根城字丹後平、字白山平、大字田面木字田面木平、字長者森、字南沢           |
| 北白山台六丁目 | 2002年10月26日 | 大字田面木字田面木平、字長者森、字南沢                                                             |
| 南白山台一丁目 | 2002年10月26日 | 大字根城字笹子、字丹後平、字丹後谷地、大字田面木字毛勝窪、字田面木平                               |
| 南白山台二丁目 | 2002年10月26日 | 大字田面木字毛勝窪、字田面木平、字鳥木沢                                                           |
| 南白山台三丁目 | 2002年10月26日 | 大字根城字笹子、字丹後平、大字田面木字田面木平、字鳥木沢                                           |
| 西白山台一丁目 | 2002年10月26日 | 大字田面木字十文字平、字田面木平、字南沢、字盲堤沢、大字坂牛字上沢                                 |
| 西白山台二丁目 | 2002年10月26日 | 大字田面木字十文字平、大字坂牛字上沢、字笹ノ沢頭、字徳良窪、字中沢                                 |
| 西白山台三丁目 | 2002年10月26日 | 大字田面木字十文字平、字田面木平、字鳥木沢、大字坂牛字上沢                                         |
| 西白山台四丁目 | 2002年10月26日 | 大字田面木字田面木平、字鳥木沢、字韮窪、大字坂牛字上沢、字笹ノ沢頭、字鳥ノ木沢                     |
| 西白山台五丁目 | 2002年10月26日 | 大字田面木字田面木平、字鳥木沢、字韮窪、大字坂牛字妻ノ神、字下鳥ノ木沢                             |
| 西白山台六丁目 | 2002年10月26日 | 大字田面木字鳥木沢、大字坂牛字上沢、字笹ノ沢頭、字妻ノ神、字下鳥ノ木沢                             |

## 施設

### 商業
- よこまち田面木店
- ケンタッキーフライドチキン田面木店

### 教育
- 八戸市立田面木小学校
- 八戸工業高等専門学校
- 八戸聖ウルスラ学院中学校・高等学校

### 公園など
- 田面木公園